# Magno Bollmann
Magno Bollmann (São Bento do Sul, 21 de maio de 1944) é um empresário, engenheiro agrônomo pós-graduado em engenharia ambiental e político brasileiro, membro do Partido Progressista (PP).

## Biografia
Magno Bollmann é membro de tradicional família da cidade de São Bento do Sul. Seu pai, Ornith Bollmann, foi prefeito da cidade na década de 1970; seu cunhado Odenir Osni Weiss também foi prefeito do município, no início da década de 1980; e seu irmão Frank Bollmann governou a cidade de São Bento do Sul no período de 1993 a 1996.
Magno Bollmann foi vereador de São Bento do Sul de 1988 a 1992, e de 1993 a 1996; em 1994 foi candidato a deputado estadual; foi secretário municipal de Agricultura e Meio Ambiente e também foi coordenador do Consórcio Intermunicipal Quiriri.
Foi prefeito do município de São Bento do Sul de 2009 a 2012. Concorreu à reeleição em 2012, mas não venceu.
Em 2016 concorreu novamente à prefeitura de São Bento do Sul, sendo eleito com 37.94% dos votos, para o mandato de 2017 a 2020. Em 2020 tentou novamente a reeleição, não sendo eleito.
É o idealizador e proprietário do Parque Natural das Aves, que se situa na localidade de Rio Natal, no município de São Bento do Sul, na divisa com o município de Corupá, no estado de Santa Catarina. As atividades desenvolvidas no parque garantem a preservação do meio ambiente mediante a conscientização dos visitantes.
Em reconhecimento às atividades desenvolvidas em defesa do meio ambiente, no dia 12 de maio de 2008 recebeu a Medalha de Mérito Ambiental do poder legislativo catarinense. A honraria foi uma proposição do deputado estadual Silvio Dreveck, líder do PP na Assembleia Legislativa de Santa Catarina.
Em 2012, publicou o livro "Mais que uma Gota" e, em 2022, o livro "De gota em gota, um rio de esperança", ambos sobre o Consórcio Intermunicipal Quiriri.